# Кардагушево
Кардагушево (баш. Ҡарҙағош) — деревня в Татышлинском районе Республики Башкортостан Российской Федерации. Входит в состав Кудашевского сельсовета. 

## География

### Географическое положение
Расстояние до:
- районного центра (Верхние Татышлы): 19 км,
- центра сельсовета (Верхнекудашево): 8 км,
- ближайшей ж/д станции (Куеда): 43 км.

## Население
| 2002 | 2009 | 2010 |
| ---- | ---- | ---- |
| 263  | ↘207 | ↗214 |

Национальный состав
Согласно переписи 2002 года, преобладающая национальность — башкиры (98 %).